# Rolf Wüthrich
Rolf Wüthrich (ur. 4 września 1938, zm. w czerwcu 2004) – szwajcarski piłkarz grający na pozycji napastnika. W swojej karierze rozegrał 13 meczów w reprezentacji Szwajcarii i strzelił w nich 2 gole.

## Kariera klubowa
Swoją karierę piłkarską Wüthrich rozpoczął w klubie FC Zürich. W sezonie 1956/1957 zadebiutował w jego barwach w pierwszej lidze szwajcarskiej. W 1961 roku odszedł do Servette FC. W sezonie 1961/1962 wywalczył z Servette mistrzostwo Szwajcarii.
W 1962 roku Wüthrich odszedł z Servette do Grasshoppers Zurych. Występował w nim do końca sezonu 1963/1964. Latem 1964 został piłkarzem niemieckiego 1. FC Nürnberg. Spędził w nim sezon 1964/1965. W 1965 roku wrócił do Szwajcarii i do 1968 roku grał w BSC Young Boys. W sezonie 1968/1969 występował w FC Luzern, w którym zakończył karierę.

## Kariera reprezentacyjna
W reprezentacji Szwajcarii Wüthrich zadebiutował 20 listopada 1960 roku w wygranym 4:2 meczu eliminacji do MŚ 1962 z Belgią, rozegranym w Brukseli. W 1962 roku został powołany do kadry na Mistrzostwa Świata w Chile. Na nich był podstawowym zawodnikiem Szwajcarii i rozegrał trzy mecze: z Chile (1:3), z RFN (1:2) i z Włochami (0:3). W kadrze narodowej od 1961 do 1965 roku rozegrał 13 meczów, w których zdobył 2 bramki.